# Santiago Bernabéu
Fernando Santiago Bernabéu de Yeste (8. června 1895, Albacete – 2. června 1978, Madrid) byl hráč a pozdější předseda fotbalového klubu Real Madrid.

## Životopis
Narodil se v Almansii (Albacete) jako sedmý syn právníka Jose Bernabeu Ibaneze a kubánské matky Antonii Yeste Nunezové. V jeho pěti letech se rodina přestěhovala do Madridu. Po ukončení studia práva na Instituto Cardenal Cisneros v Madridu se stal advokátem a na krátký čas se přestěhoval do Ovieda, ale později se vrátil do Madridu a začal se naplno věnovat své oblíbené hře, fotbalu. Je po něm pojmenován stadion Realu Madrid.

## Hráčská kariéra
V týmu Realu Madrid debutoval v roce 1913. V roce 1917 s týmem vyhrál španělský pohár, když ve finále vyhrál Real 2:1 nad týmem Arenas Guecho. Hráčskou kariéru ukončil v roce 1927.

## Funkcionář
V letech 1935–1940 pracoval jako sekretář klubu a v roce 1943 Santiago Bernabéu byl zvolen předsedou Realu Madrid. Okamžitě začal pracovat na svém snu. Tím byla výstavba nového stadionu a především pozvednutí Realu Madrid mezi světové velkokluby.